# George Peter Alexander Healy

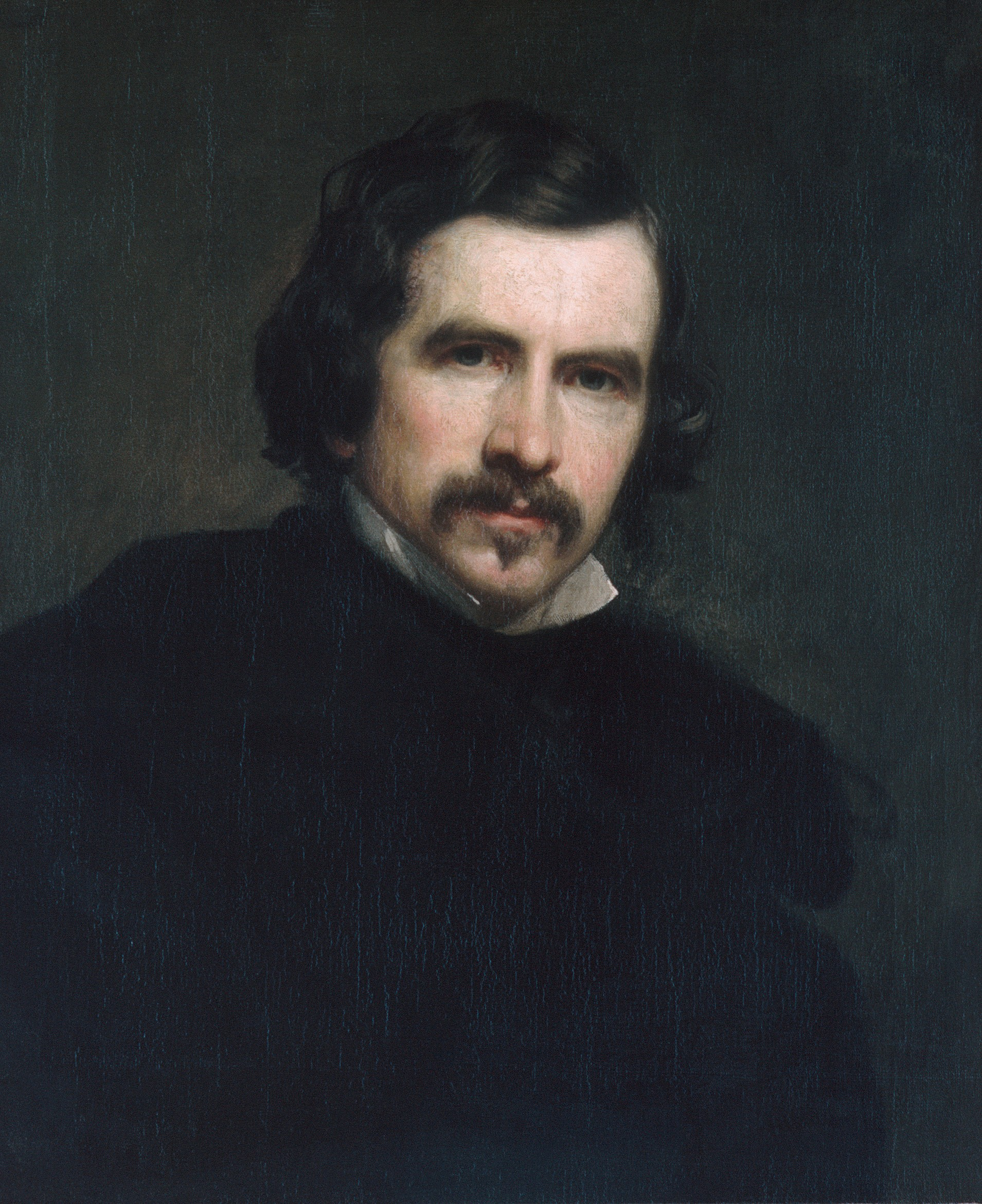
George Peter Alexander Healy, självporträtt.

George Peter Alexander Healy, född den 15 juli 1813 i Boston, död den 24 juni 1894 i Chicago, var en amerikansk porträttmålare.
Healy lärde sin konst i Paris och vistades sedan omväxlande i Boston, Chicago, Paris och Rom. Bland hans talrika porträtt av enskilda och människor i grupp bör nämnas Websters svar till Hayne, vilket innehåller 130 porträtt av amerikanska statsmän (1851 i Faneuil Hall i Boston), Franklin, som inför Ludvig XVI framställer de amerikanska koloniernas anspråk, flera porträtt av amerikanska presidenter (Kapitolium i Washington), porträtt av påven Pius IX (målat i Rom 1871), av Thiers, lord Lyons med flera.